# Primer Congreso Sionista

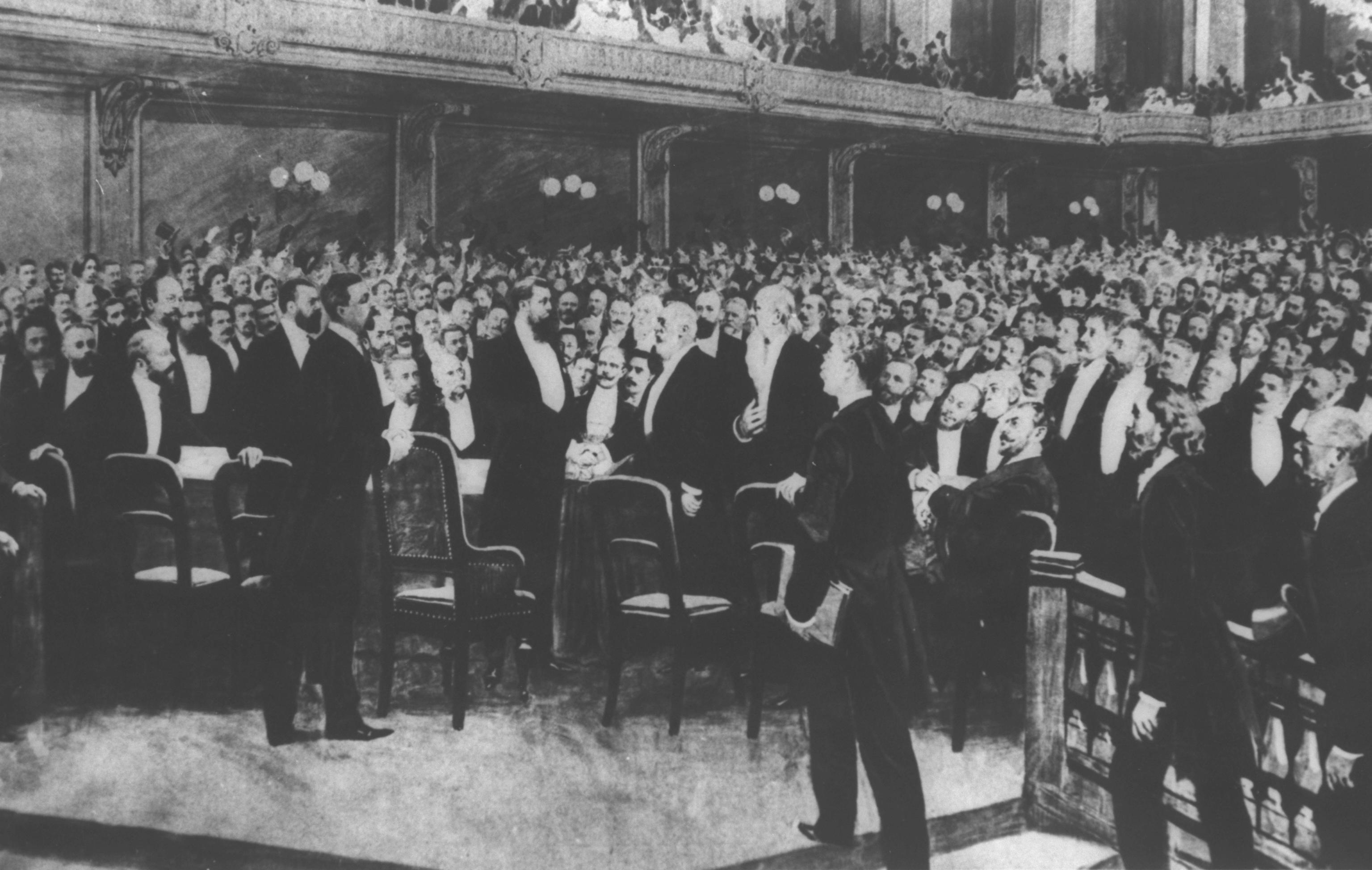
Los delegados al Primer Congreso Sionista, celebrado en Basilea, Suiza (1897).

El Primer Congreso Sionista (hebreo: הַקּוֹנְגְּרֵס הַצִּיּוֹנִי הָרִאשׁוֹן) es el nombre dado al congreso celebrado en Basilea, Suiza, del 29 de agosto al 31 de agosto de 1897. Fue el primer congreso sionista de la Organización (OS) (que pasaría a ser la Organización Sionista Mundial (OSM) en 1960). Fue organizada y presidida por Theodor Herzl, el fundador del sionismo moderno. Los logros más importantes del congreso fueron las formulaciones de la plataforma sionista, conocidas como el Programa de Basilea, la fundación de la Organización Sionista Mundial, y la adopción del Hatikvah como su himno (primero como himno de Hovevei Zion y, posteriormente convertido en el himno nacional del Estado de Israel).

## Orígenes

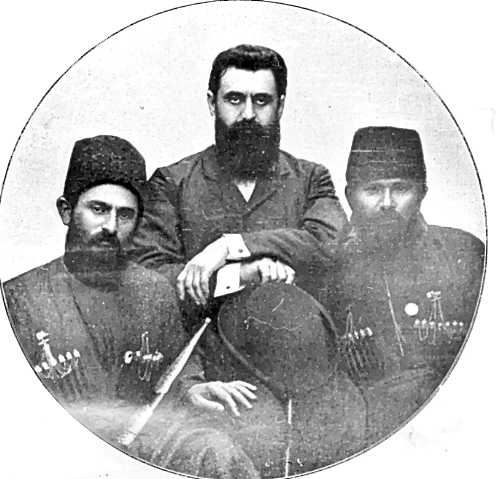
Delegados judíos de las montañas con Herzl en el Primer Congreso Sionista

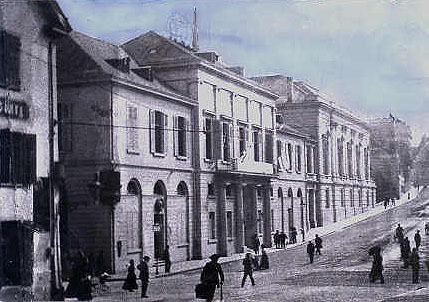
Stadtcasino Basel donde tuvo lugar el Congreso

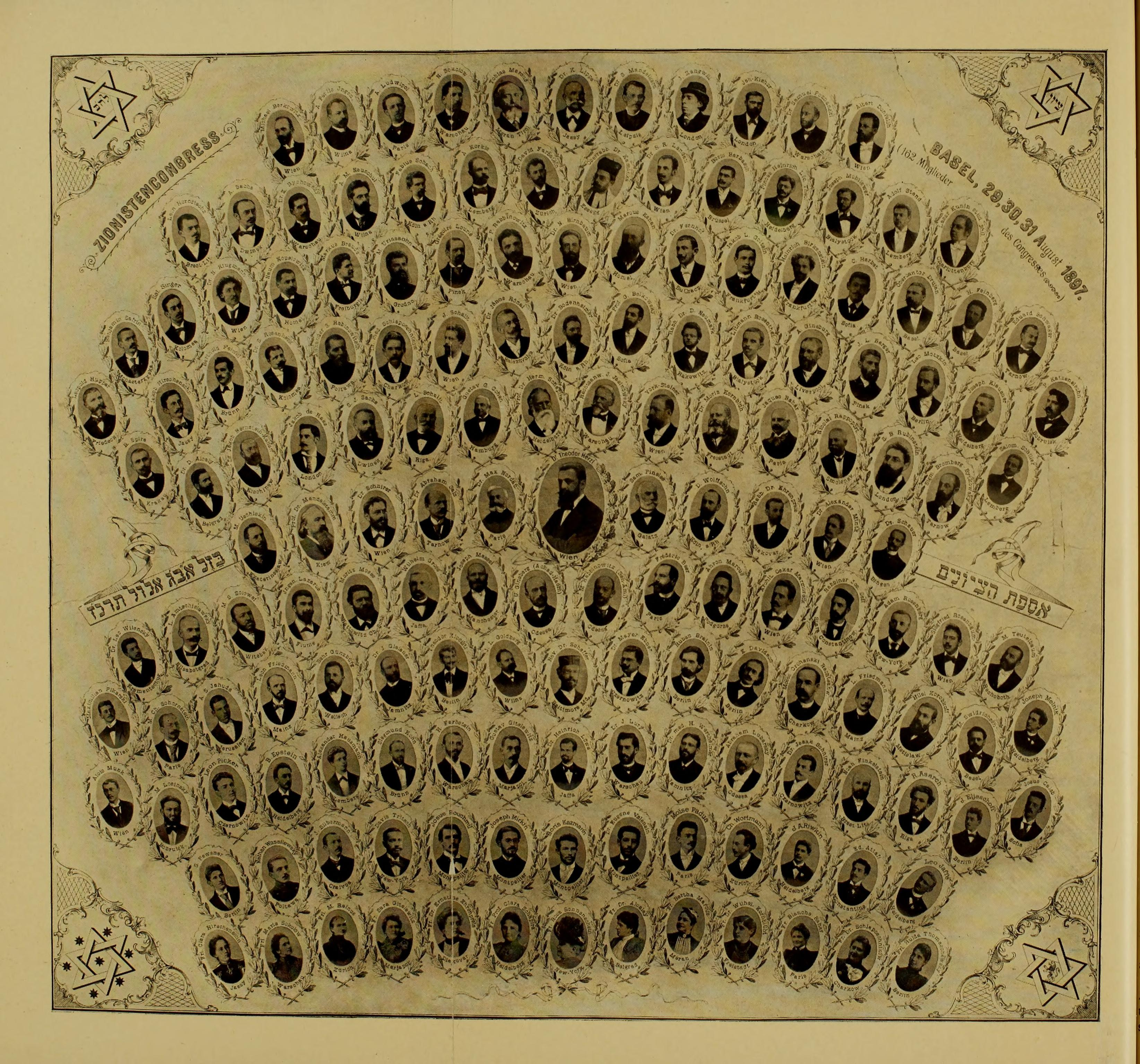
Delegados del Primer Congreso Sionista

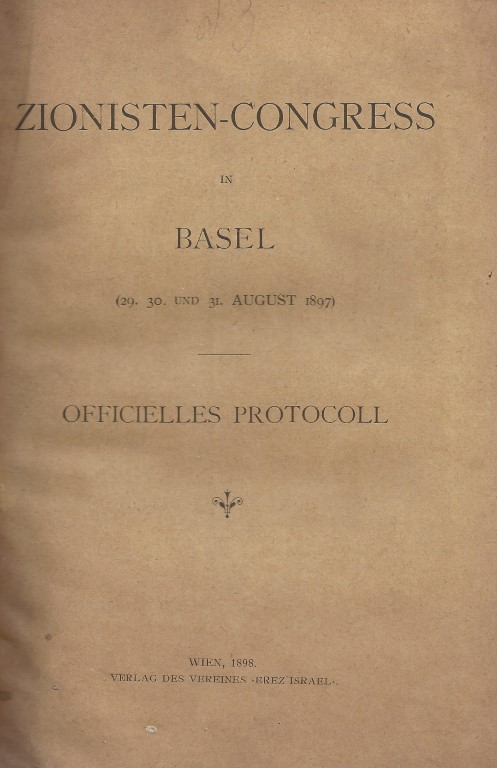
Congreso Sionista de Basilea (29-31 de agosto de 1897) Protocolo oficial. Viena: Verlag des Vereines "Erez Israel", 1898.

El primer Congreso Sionista fue creado por Theodor Herzl como un parlamento simbólico para aquellos que concuerden con la aplicación del sionismo. El congreso debió tener lugar en Múnich, Alemania. Sin embargo, debido a la oposición local de los líderes de las comunidades ortodoxa y reformista, Herzl decidió transferir la reunión a Basilea. El Congreso fue realizado en la sala de conciertos del Casino Municipal de Basilea el 29 de agosto de 1897.

## Congreso
Herzl actuó como presidente del Congreso al que asistieron unos 200 participantes procedentes de diecisiete países, 69 de los cuales eran delegados de diversas sociedades sionistas y el resto fueron invitados individuales. Diez no judíos también estuvieron presentes y se espera que se abstengan de votar. Diecisiete mujeres asistieron al congreso, algunas de ellas por propia iniciativa y otras que acompañaban a los representantes. Aunque las mujeres participaron en el Primer Congreso Sionista, no tenían derecho a voto. Se les otorgó plenos derechos de membresía al año siguiente, en el Segundo Congreso Sionista.
Después de una fiesta de apertura en la que los representantes oficiales llegaron vestidos de etiqueta, frac y corbata blanca, el congreso se trasladó al orden del día. La mayoría de los puntos principales del orden del día fueron la presentación de los planes de Herzl, el establecimiento de la Organización Sionista y la declaración de los objetivos del sionismo - el programa de Basilea.
En el congreso, Herzl fue elegido presidente de la Organización Sionista y Max Nordau uno de los tres Vicepresidentes. Además, un Comité de Medidas Internas y un Comité de Grandes Acciones fueron elegidos para ejecutar los asuntos de la circulación entre congresos.

## Programa de Basilea
En el segundo día de sus deliberaciones (30 de agosto), la versión presentada al congreso por un comité bajo la presidencia de Max Nordau, se dijo: "El sionismo busca establecer un hogar para el pueblo judío en Palestina garantizado en virtud del derecho público". Esto dio a Herzl clara expresión política del sionismo en contraste con la solución orientada a las actividades de la más vagamente organizada Hovevei Sion. Para hacer frente a la mitad las peticiones de numerosos delegados, entre los cuales el más prominente fue Leo Motzkin, quien solicitó la inclusión de la frase "por el derecho internacional", una fórmula de compromiso propuesta por Herzl que fue finalmente aprobada.
El programa político, que llegó a ser conocido como el Programa de Basilea, establece las metas del sionismo. Se aprobó en los siguientes términos:

El sionismo tiene por objeto establecer para el pueblo judío un hogar seguro pública y jurídicamente en Palestina. Para el logro de ese objetivo, el congreso considera los siguientes medios prácticos:
1. La promoción de asentamientos judíos de agricultores, artesanos, comerciantes en Palestina.
2. La federación de todos los judíos en grupos locales o generales, de acuerdo con las leyes de los diferentes países.
3. El fortalecimiento del sentimiento y la conciencia judía.
4. Medidas preparatorias para el logro de los subsidios gubernamentales necesarios para la realización de los objetivos sionistas.